# Zegriades maculicollis
Zegriades maculicollis là một loài bọ cánh cứng trong họ Cerambycidae.